# Accés a la funció de descobriment i selecció de la xarxa
La funció de descobriment i selecció de xarxes d'accés (ANDSF) és una entitat dins d'un nucli de paquets evolucionat (EPC) de l'evolució de l'arquitectura del sistema (SAE) per a xarxes mòbils compatibles amb 3GPP. L'objectiu de l'ANDSF és ajudar els equips d'usuari (UE) a descobrir xarxes d'accés que no són 3GPP, com ara Wi-Fi o WIMAX, que es poden utilitzar per a comunicacions de dades a més de xarxes d'accés 3GPP (com HSPA o LTE) i per proporcionar a la UE regles que controlen la connexió a aquestes xarxes.

## Informació proporcionada
Un ANDSF pot proporcionar la informació següent a un UE, en funció de la configuració de l'operador:
- Política de mobilitat entre sistemes (ISMP): regles de selecció de xarxa per a un UE amb no més d'una connexió de xarxa d'accés activa (per exemple, LTE o Wi-Fi)
- Política d'encaminament entre sistemes (ISRP): regles de selecció de xarxa per a un UE amb potencialment més d'una connexió de xarxa d'accés activa (per exemple, tant LTE com Wi-Fi). Aquest UE pot utilitzar la mobilitat de flux d'IP (IFOM), la connectivitat PDN d'accés múltiple (MAPCON) o la descàrrega Wi-Fi sense problemes segons la política de l'operador i les preferències de l'usuari.
- Informació de descobriment: una llista de xarxes que poden estar disponibles a les proximitats de l'UE i informació que ajuda l'UE a accelerar la connexió a aquestes xarxes

L'ANDSF es comunica amb l'UE a través del punt de referència S14, que és essencialment una sincronització d'un objecte de gestió (MO) OMA-DM específic d'ANDSF.
El terme ANDSF va ser concebut per primera vegada pel 3GPP a la versió 8 com a part de l'esforç per estandarditzar el comportament de l'abundància cada cop més gran d'UEs compatibles amb 3GPP (per exemple, telèfons intel·ligents) que també poden accedir a xarxes de dades que no són 3GPP.

## Implementacions conegudes
- Smart Access Manager (SAM) d'InterDigital és una aplicació intel·ligent de connectivitat de xarxa i gestió de trànsit de dades per a dispositius Android i iOS que garanteix una experiència d'usuari final millorada amb connexió i autenticació perfecta, alhora que crea noves oportunitats de generació d'ingressos per als operadors de xarxa. Complint amb 3GPP ANDSF Release 8 to Release 11, també admet connectivitat amb xarxes heretades i Hotspot 2.0, i s'ha completat amb èxit la interoperabilitat amb diversos proveïdors d'infraestructures de nivell 1 que garanteixen economies d'escala i una solució a prova de futur.
- Carnegie SmartSwitch és una aplicació compatible amb ANDSF per a Android i iOS. Utilitzant la política sobre els conceptes del dispositiu, SmartSwitch ofereix als operadors una solució per a la gestió de la descàrrega de Wi-Fi, el màrqueting contextual, la protecció de la xarxa i l'anàlisi contextual. S'integra amb l'equip de política de xarxa que admet la funcionalitat ANDSF.
- Nextwave Simplify implementa les funcions ANDSF a les plataformes Android i iOS. El programari està disponible en aplicació i un SDK per als OEM de dispositius Android per integrar les funcions ANDSF. Simplify està ampliant el seu suport comercial per a 3GPP Rel. 10 específicament sobre la política d'encaminament entre sistemes (ISRP) a finals de 2013.
- El conjunt d'eines d'E/S NetWise de Smith Micro per a ANDSF utilitza un agent de servei en un dispositiu Android per provar la interfície S14 especificada a l'estàndard ANDSF i inclou documentació i scripts de prova per validar l'execució d'ordres contra objectes de gestió ANDSF.
- Openet i Smith Micro van completar proves d'interoperabilitat aprofitant mètodes basats en estàndards per oferir una descàrrega intel·ligent de Wi-Fi i una optimització del trànsit per a xarxes heterogènies el setembre de 2013. Aquesta implementació va utilitzar el kit d'eines d'E/S NetWise de Smith Micro i es va centrar en el servidor ANDSF (Access Network Discovery and Selection Function) d'Openet.
- Birdstep SmartANDSF és una millora de l'ANDSF estàndard 3GPP i Hotspot 2.0 i dels activadors WiFi intel·ligents propietaris.
- WeANDSF: un sistema comercial desenvolupat per WeFi inc., que utilitza intel·ligència de dades per descobrir i seleccionar la xarxa d'accés que es preveu que funcioni millor per a l'hora i la ubicació específica de la UE, sense interacció amb un ANDSF.
- OpenEPC : una implementació de prototip de banc de proves de tots els 3GPP Rel. 11/12 elements funcionals. L'ANDSF admet l'objecte de gestió Rel.12 complet amb ISMP, ISRP, IARP, WLANSP (HotSpot 2.0), etc. S'ofereixen opcions de plataforma de client per a Linux i Android.
- Actualment, diversos proveïdors d'UE estan compromesos a implementar l'ANDSF MO com a part dels seus marcs de gestió de dispositius mòbils, i es preveuen llançaments durant el 2012 i posteriors.
- El connector ANDSF per al sistema de descàrrega WiFi gestionada de Notava uAxes permet l'aplicació de polítiques basades en ANDSF MO per a dispositius que no són compatibles amb ANDSF, inclosos dispositius iOS, dispositius Android sense EAP-SIM i ordinadors amb dongles 3G.
- 5780_DSC és un mòdul comercial de control de polítiques que ofereix la funció ANDSF basada en xarxa, com a part de la solució de política de pagament i càrrega d' Alcatel-Lucent.